# 3883 Verbano
3883 Verbano è un asteroide della fascia principale. Scoperto nel 1972, presenta un'orbita caratterizzata da un semiasse maggiore pari a 2,6113358 UA e da un'eccentricità di 0,1236061, inclinata di 12,85411° rispetto all'eclittica.